# گیلاس (جام)

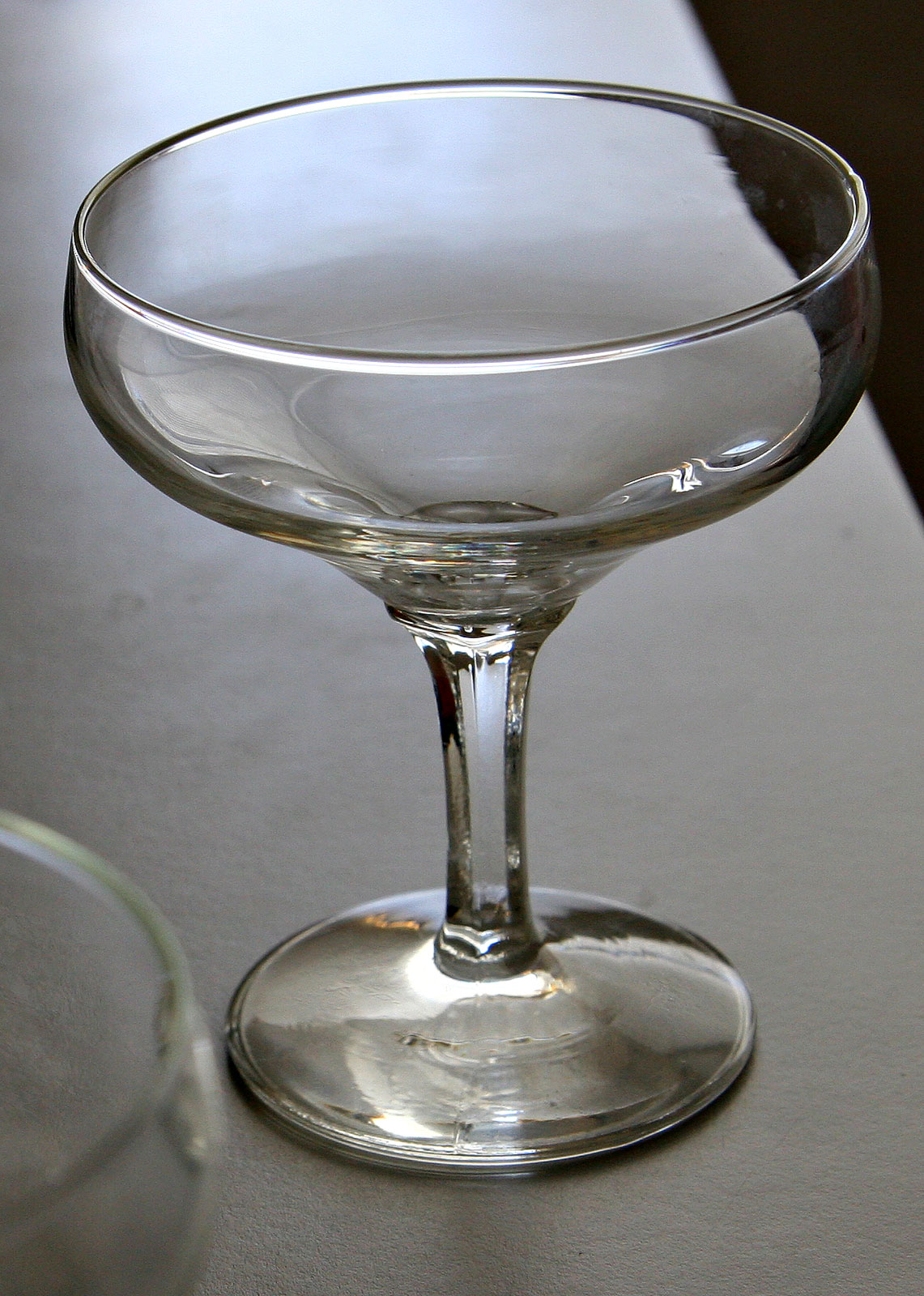
گیلاس پایه‌دار

گیلاس به ظرفی بلوری گفته می‌شود که برای آشامیدن آب یا انواع مشروبات، به ویژه شراب به کار می‌رود. این کلمه سابقهٔ چندانی در زبان فارسی ندارد و از کلمهٔ انگلیسی به همین نام گرفته شده‌است.